# Ильичёвский (Татарстан)
Ильичёвский — поселок в Тукаевском районе Татарстана. Входит в состав Малошильнинского сельского поселения.

## География
Находится в северо-восточной части Татарстана на расстоянии приблизительно 7 км на север-северо-запад от северной границы районного центра города Набережные Челны на берегу Нижнекамского водохранилища.

## История
Основан в 1930-е годы.

## Население
Постоянных жителей было: в 1938 — 65, в 1949 — 88, в 1958 — 47, в 1970 — 75, в 1979 — 46, в 1989 — 53, 28 в 2002 году (русские 39 %, татары 54 %), 43 в 2010.